# MÁV-Baureihe 328
Die MÁV-Baureihe 328 war eine Personenzug-Lokomotivreihe der Ungarischen Staatsbahn MÁV, die als Nachfolgereihe für die MÁV-Baureihe 327 entwickelt war.

## Geschichte
Der Betrieb der MÁV-Baureihe 327 zeigte deren Hauptmangel, die kurze Treibstange und die dadurch bedingte späteren Rahmenrisse. Deshalb arbeiteten die Ingenieure der MÁVAG bereits nach deren Indienststellung an einer Maschine mit Treibstange bis zu der 2. Kuppelachse. Jedoch erst nach dem Krieg wurden die Lokomotiven mit der Reihe 328 verwirklicht.
1920–1922 lieferte die MÁVAG 56 Maschinen dieser Reihe. Da dieses Werk kriegsbedingt nicht alle bestellten Lokomotiven liefern konnte, wurden weitere 83 Maschinen von Henschel & Sohn in Cassel gefertigt. Noch 1920 konnten diese ausgeliefert werden.
Ihre Leistung betrug 1.350 PS. Bei 90 km/h lief sie allerdings wegen ihrer geringen geführten Länge unruhig. Trotzdem war durch diese Lokomotive die Beförderung leichter Binnenschnellzug- und Personenzugdienste sichergestellt. Sie konnten auf ebener Strecke mit 90 km/h 320 t und mit 75 km/h 485 t befördern. Während ihres Einsatzes verlagerte sich ihr Einsatz auch nach Rumänien und die Tschechoslowakei.
Die Maschinen konnten sich bis zum Ende der Dampftraktion im Betrieb halten. Erst die Verdieselung und die Elektrifizierung besiegelten das Ende der Lokomotiven in den 60-Jahren. 1973 gilt als das Ende der letzten Maschine. Eine, die 328.054 ist im
Bahnpark Budapest erhalten geblieben.

## Technische Merkmale
Kriegsbedingt wurden die Lokomotiven mit dem Brotankessel hergestellt. Diese Bauart wurde in Ungarn weit verbreitet und hat sich hier in großem und ganzem bewährt. Eine Neuerung bei der Maschine war eine Rauchverzehrungsanlage. Diese Anlage erwies sich als günstig, später ging man von ihr aber ab, weil der Heizer bei jedem Feuern ein Ventil öffnen und schließen musste.
Die Lokomotive wirkte optisch auffallend kurz. Der Grund war, dass das Laufdrehgestell zur Erzielung einer optimalen Gewichtsverteilung weit an die erste Kuppelachse zurückgezogen wurde. Dadurch war die geführte Länge geringer als bei der MÁV-Baureihe 327, und die Lokomotive lief bei Höchstgeschwindigkeit unruhig. Nachteilig war das enge und kurze Führerhaus, welches das Personal nicht ausreichend vor Witterunbilden schützte.

## Die Baureihe 328 in der Tschechoslowakei
25 Lokomotiven gelangten durch Gebietsabtretungen in die Tschechoslowakei und waren dort auf slowakischem Gebiet eingesetzt. Die Maschinen waren dort auf den zugelieferten Strecken in ihren angestammten Diensten im Einsatz. Hier wurden die Lokomotiven Ende der 50er Jahre ausgemustert.